# Cita del gigante dormido de Isoroku Yamamoto

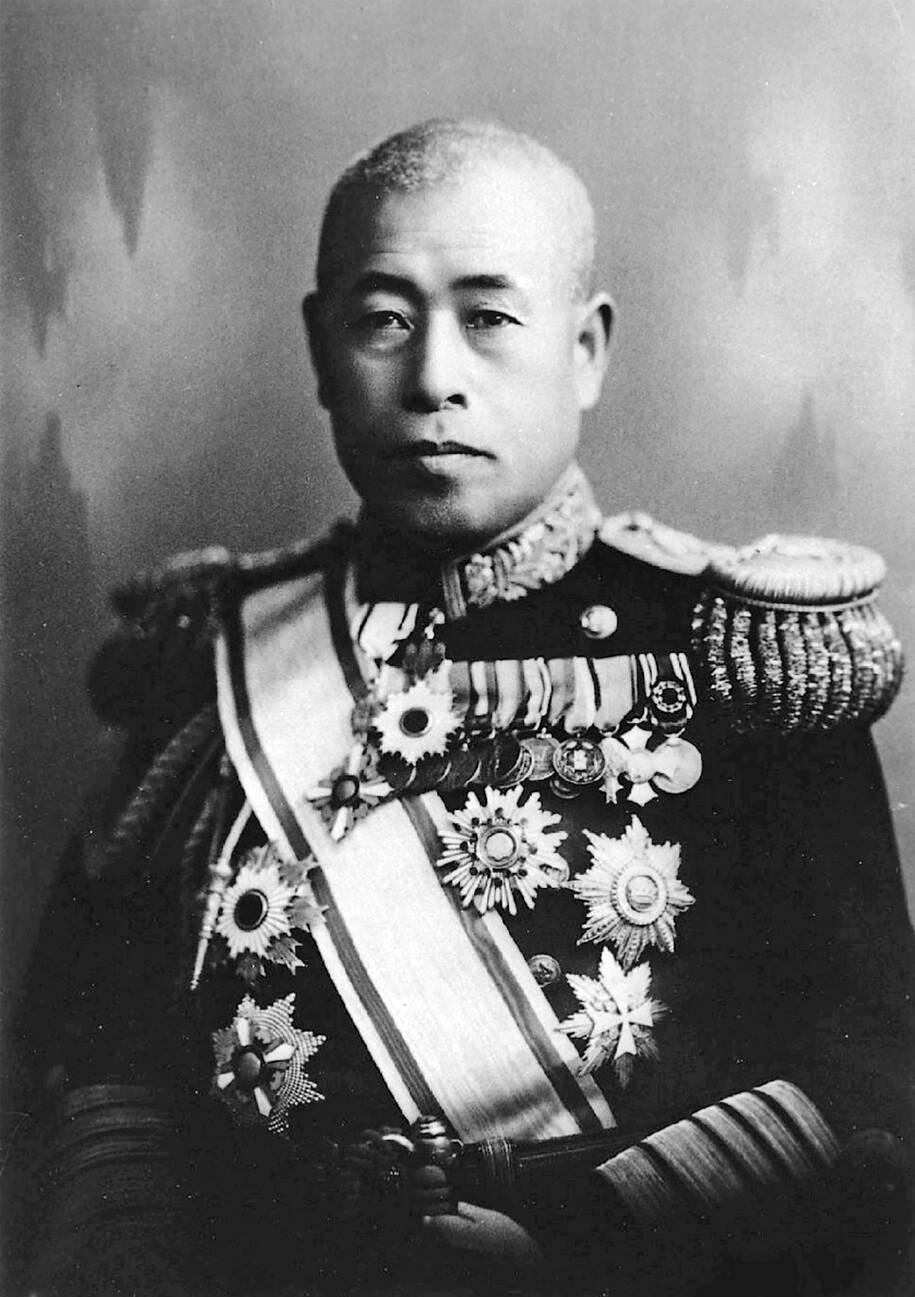
Yamamoto en 1940

La cita aparece al final de la película de 1970 Tora! ¡Tora! Tora! como:

Me temo que hemos despertado a un gigante dormido. Su respuesta será terrorífica.
Vermont Royster ofrece un posible origen a la frase atribuida a Napoleón: “China es un gigante dormido. Dejadlo dormir porque, cuando despierte, el mundo se sacudirá” 
Una versión abreviada de la cita también aparece en la película de 2001 Pearl Harbor. En la película de 2019 Midway también aparece Yamamoto pronunciando en voz alta la cita del gigante dormido.

## Descripción general
El director de ¡Tora! ¡Tora! Tora!, Richard Fleischer, declaró que, aunque Yamamoto puede que nunca dijera esas palabras, el productor de la película, Elmo Williams, había encontrado la frase escrita en el diario de Yamamoto. Williams, a su vez, ha declarado que Larry Forrester, el guionista, encontró una carta de 1943 de Yamamoto al Almirantazgo en Tokio que contenía la cita. Sin embargo, Forrester no puede presentar la carta, ni nadie más, estadounidense o japonés, puede recordarla o encontrarla. Randall Wallace, el guionista de la película de 2001 Pearl Harbor, admitió que copió la frase de Tora! ¡Tora! ¡Tora!
Yamamoto creía que Japón no podría ganar una guerra prolongada con Estados Unidos. Además, parece que más tarde creyó que el ataque a Pearl Harbor había sido una metedura de pata desde el punto de vista estratégico, moral y político, a pesar de que fue la persona que originó la idea de un ataque por sorpresa a la instalación militar. Hay evidencias de que, mientras todos los miembros de su personal lo celebraban, "Yamamoto solo" pasó el día después de Pearl Harbor "hundido en una aparente depresión". Yamamoto estaba molesto por la torpeza del Ministerio de Asuntos Exteriores que llevó a que el ataque se produjera cuando los países aún estaban en paz, lo que, junto con otros factores, convirtió el incidente en un ataque sorpresa no provocado que enfureció a la opinión pública estadounidense.

## Frases similares
El 8 de diciembre de 1941, el día después del ataque a Pearl Harbor, Don McNeill hizo una declaración inspiradora durante la emisión radiofónica de la NBC de Don McNeill's Breakfast Club. Su declaración terminaba así:

...y tampoco olvides que a veces puedes golpear a un gigante que esté dormitando momentáneamente, cuando el gigante se despierte, cuidado.
Una parte de la emisión se reprodujo en el episodio sobre el ataque a Pearl Harbor del programa documental del Smithsonian Channel, The Lost Tapes (T1:E1).
En The Reluctant Admiral, Hiroyuki Agawa cita una respuesta de Yamamoto a Ogata Taketora el 9 de enero de 1942, que es similar a la famosa versión: "Un militar difícilmente puede enorgullecerse de haber 'abatido a un enemigo dormido'; es más bien una cuestión de vergüenza, simplemente, para el abatido. Preferiría que hiciera su apreciación después de ver lo que hace el enemigo, pues es seguro que, encolerizado y ultrajado, pronto lanzará un decidido contraataque".

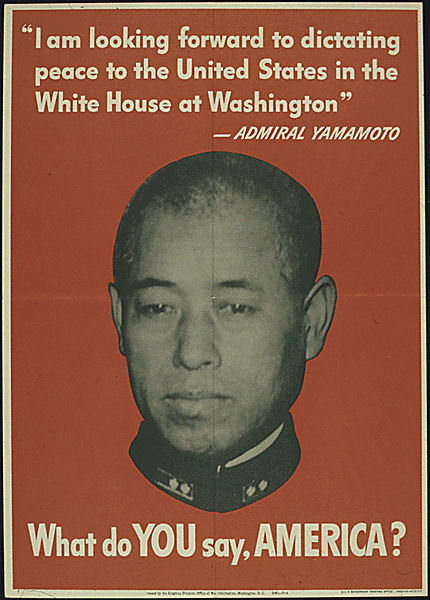

La otra cita común atribuida a Yamamoto para predecir el futuro resultado de una guerra naval contra Estados Unidos es: "Puedo desbocarme durante seis meses... después de eso, no tengo ninguna expectativa de éxito". Como sucedió, la Batalla de Midway, la batalla naval crítica considerada como el punto de inflexión de la Guerra en el Pacífico, concluyó exactamente 6 meses después del ataque a Pearl Harbor.
Similar a la cita anterior era otra cita: Yamamoto, cuando una vez le preguntaron su opinión sobre la guerra, dijo con pesimismo que la única forma de que Japón ganara la guerra era dictar las condiciones en la Casa Blanca. Lo que Yamamoto quería decir era que la victoria militar, en una guerra prolongada contra un adversario con tanta ventaja demográfica e industrial como Estados Unidos, era completamente imposible, un desaire a la Doctrina de la Batalla Decisiva Kantai Kessen de quienes pensaban que ganar una sola batalla importante contra la Armada de Estados Unidos pondría fin a la guerra, igual que la victoria japonesa en la Batalla de Tsushima había puesto fin a la Guerra Ruso-Japonesa en 1905.
La cita de Yamamoto sobre las condiciones de paz en la Casa Blanca fue abreviada por la propaganda japonesa para hacerla parecer una predicción optimista; esta versión fue rápidamente recogida por la propaganda estadounidense para parecer aún más jactanciosa (ver ilustración).